# Porta da Pólvora
A Porta da Pólvora ou Postigo da Pólvora foi uma antiga porta da cidade de Lisboa, inserida na cerca fernandina da cidade.
Era a última porta da cidade do lado do mar, ficando contígua à Cadeia da Galé, e parte da Ermida da Boa Nova ou de Nossa Senhora do Rosário que se construiu em 1748, em lugar da que desfizeram para edificar o Arsenal do Exército. Ao lado esquerdo desta ermida, no fim da Rua do Jardim do Tabaco, há ruínas deste arco e da muralha onde se inseria.